# リボース
リボース（ribose）は、単糖の1種で、炭素鎖の長さが5つのアルドースである。なお、リボースに対応するケトースは、リブロースである。

## 所在
リボースは地球生物に普遍的に見られる糖であり、核酸塩基と結合してヌクレオシドを形作っており、リボ核酸の構成糖として知られている。リボースは地球生物の体内では、グルコースを原料に合成される。リボースの生合成経路としては、ペントースリン酸経路が知られる。なお、これ以外に、隕石からも見つかった。

## 応用
天然型の立体はD体であり、食品添加物や運動後の栄養補助食品に利用されている。非天然型のL体は近年、抗ウイルス薬などの医薬品の原料として利用されており、工業的製造法も確立している。

## 関連する酵素
- リボース-5-リン酸ケトイソメラーゼ（英語版） - リブロース-5-リン酸をリボース-5-リン酸に変換する[6]。

## 関連する分子
- PRPP
- デオキシリボース